# Altheimer (Arkansas)
Pour les articles homonymes, voir Altheimer.
Altheimer est une ville du comté de Jefferson (Arkansas), aux États-Unis. Elle est située à 11 milles (18 km) au nord-est de Pine Bluff et à 42 milles (68 km) au sud de Little Rock,.

## Urbanisme

### Voies de communication et transports

#### Transports publics

##### Transport ferroviaire
Elle est située sur le chemin de fer Union Pacific.

## Toponymie
La localité est nommée en référence aux frères Joseph et Louis Altheimer, deux marchands de Pine Bluff.

## Population et société

### Démographie
D'après le bureau du recensement des États-Unis, la ville couvre une superficie de 5,6 km2.
| 1920 | 1930 | 1940 | 1950 | 1960 | 1970  |
| ---- | ---- | ---- | ---- | ---- | ----- |
| 450  | 475  | 494  | 680  | 979  | 1 037 |

| 1980  | 1990 | 2000  | 2010 | - | - |
| ----- | ---- | ----- | ---- | - | - |
| 1 231 | 972  | 1 192 | 984  | - | - |